# Río Indio (Colón)
Río Indio es un corregimiento del distrito de Donoso en la provincia de Colón, República de Panamá. La localidad tiene 1.044 habitantes (2010).